# Albert Eickhoff
Albert Eickhoff (* 28. November 1935 in Horn; † 10. November 2022 in Meerbusch) war ein deutscher Einzelhändler für Designermode, der als Entdecker von Gianni Versace gilt. Er war Gesellschafter der Eickhoff Königsallee 30 GmbH & Co. KG.

## Leben
Eickhoff wurde 1935 als Sohn von Inhabern eines Gemischtwarenladens in Horn geboren. Er besuchte die Realschule im benachbarten Lippstadt. Dort begann er bei Giesecke & Brand, einem Geschäft für Damenoberbekleidung und Stoffe, eine Lehre zum Textilkaufmann. Nach Stationen in Bielefeld, auf der Fachschule in Nagold und beim Modehaus Emil Gerhard in Betzdorf kehrte er nach Lippstadt zurück, um in seinem Ausbildungsbetrieb als Substitut an der Seite der Einkäuferin zu arbeiten.
Am 15. März 1961 eröffnete Eickhoff mit seiner Frau Brigitte in Lippstadt den Modesalon Eickhoff. Ihr Startkapital lag bei 4.000 DM. Dabei setzten sie von vornherein auf exklusive Designermode der Berliner Couture: Uli Richter, Staebe-Seger, Detlev Albers, Rolf Horn. Mitte der 60er Jahre begannen sie damit, bei italienischen und französischen Modeschöpfern wie Fouks oder Star einzukaufen. In der Folgezeit führten sie zahlreiche Designer in den deutschen Markt ein: Bei Roberto Cavalli und Giorgio Armani waren sie die ersten, bei Prada und Gucci unter den ersten deutschen Kunden. Chloé disponierten sie bereits, als Karl Lagerfeld dort noch als künstlerischer Direktor arbeitete. 1974 eröffneten sie eine erste Filiale in Bielefeld.
1976 entdeckten sie bei einer Messe in Florenz die Entwürfe des jungen Designers Gianni Versace. Sogleich kauften sie seine Kollektionen Genny, Callaghan und Complice. Auch in der folgenden Saison kauften sie exklusiv bei Versace ein. Am 5. Februar 1978 veranstaltete Eickhoff schließlich im Stadttheater Lippstadt Versaces erste weithin beachtete Modenschau überhaupt. Choreografiert wurde sie von Nando Miglio; Top-Models wie Pat Cleveland und Jerry Hall zählten zu den Mannequins. Zahlreiche wohlhabende Kundinnen, Designerkollegen und einflussreiche Akteure der Modeszene, darunter Aenne Burda, reisten aus diesem Anlass in die westfälische Provinz. Die Produktion erfuhr große mediale Resonanz und hatte bedeutenden Anteil am Durchbruch des Hauses Eickhoff und des Modeschöpfers Versace.

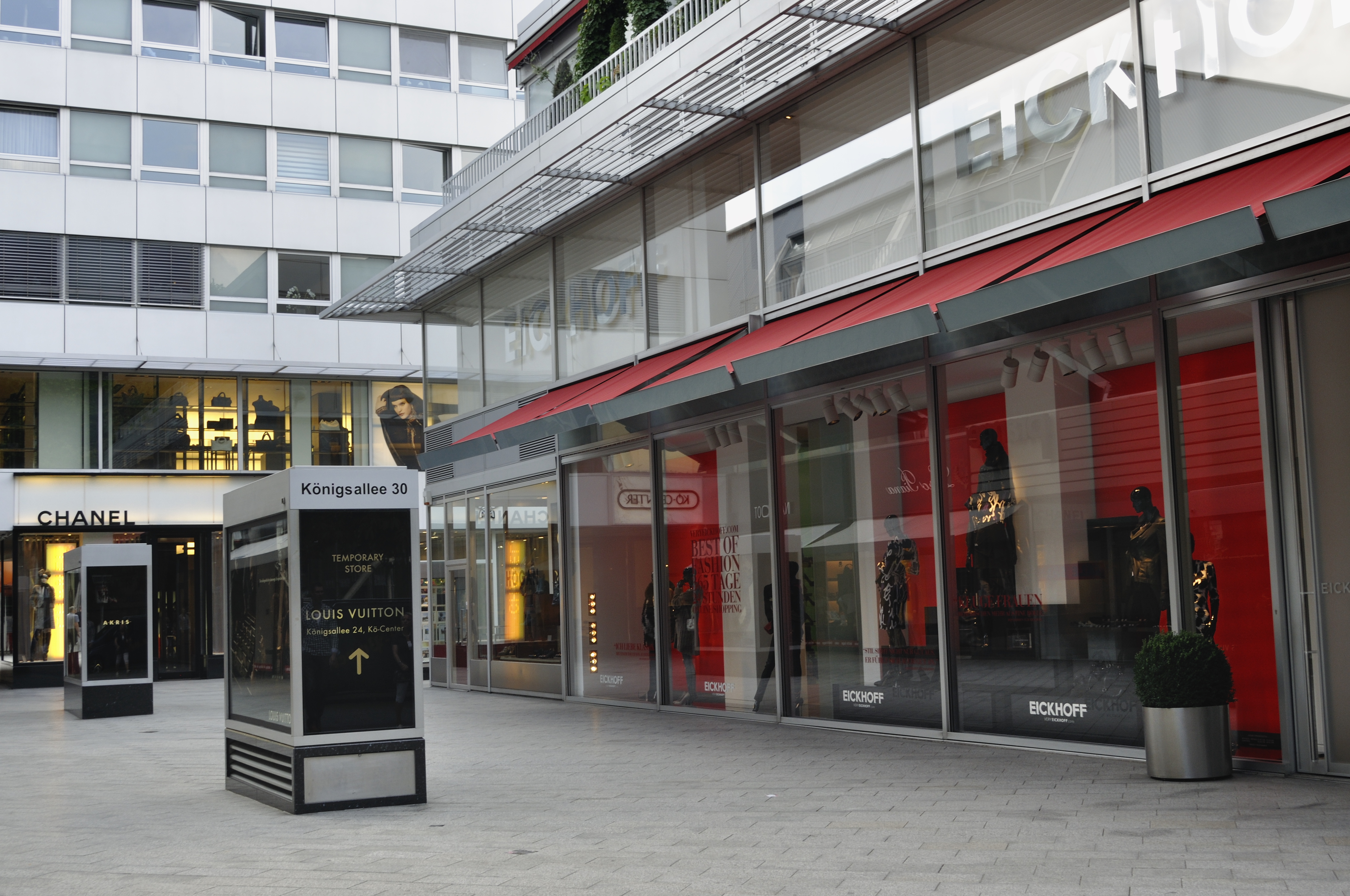
Eickhoffs Ladengeschäft am Kö-Center, 2010

Im Jahr 1981 verlegte Eickhoff den Hauptsitz seines Unternehmens an die Königsallee 56 in Düsseldorf. Das Geschäft in Lippstadt führte er noch bis 1995 weiter. Auch die Filiale in Bielefeld wurde verkauft. Später zog Eickhoff in den markanten Verkaufspavillon am Kö-Center (Königsallee 30) um, wo er ursprünglich seiner Tochter Susanne Asbrand-Eickhoff und ihrem Mann Stefan Asbrand-Eickhoff eine Boutique eingerichtet hatte. 2006 übernahmen Tochter und Schwiegersohn die Leitung des Unternehmens, in dem Eickhoff gleichwohl weiterhin mitarbeitete. Auf einer Verkaufsfläche von 1.050 Quadratmetern erwirtschaftete Eickhoff zeitweise einen Jahresumsatz zwischen 20 und 25 Millionen Euro.
Am 12. November 2012 wurde Eickhoffs Villa im Düsseldorfer Vorort Meerbusch von Steuerfahndern durchsucht. Die Staatsanwaltschaft Bochum beschuldigte ihn der Steuerhinterziehung.
Nach der Eröffnung des Kö-Bogens gab Eickhoff 2013 das Ende seines Geschäfts bekannt. Gegenüber der Frankfurter Allgemeinen Zeitung nannte er als Grund die Expansion der Premium-Marken mit eigenen Ladengeschäften. 2014 wurde der markante Pavillon an der Ecke Königsallee/Königsstraße, der sich im Besitz der Familie Eickhoff befindet, für zehn Jahre an das französische Modehaus Dior vermietet. Eickhoff behielt ein Büro an der Königsallee, von der aus die Familie Immobilien und eine Holding verwaltete.
Albert und Brigitte Eickhoff haben neben Tochter Susanne noch einen Sohn. Marcus Eickhoff ist Gründer der Firma Maile, eines Versandhandelsunternehmens für Maßkonfektion.
Albert Eickhoff stellte das Konzept der Haute Couture zuletzt generell in Frage, da es kaum noch Kundschaft dafür gebe und das Preis-Leistungs-Verhältnis nicht mehr stimmen würde. Er selbst besuchte, nach eigenen Angaben, nie die Haute-Couture-Schauen, sondern interessierte sich nur für „Bügelware“.

## Leistungen
Eickhoff galt in Deutschland als „bekanntester Mode-Einzelhändler“ und Trendsetter im Bereich der Luxusmode, was sich sowohl auf die Etablierung neuer Marken als auch auf Verkaufsstrategien bezog. Hohe Abverkaufsquoten erzielte er durch den frühen Beginn der Saison und den frühen Beginn des jeweiligen Schlussverkaufs, was die Konkurrenz ebenfalls zu vorgezogenen Nachlässen zwang. In den Medien wurden ihm deshalb Spitznamen wie „König der Allee“, „King of Kö“, „Frauenflüsterer von der Kö“, „Spürnase“ oder „Grandseigneur der Modewelt“ angeheftet.